# Glossogobius robertsi
Glossogobius robertsi är en fiskart som beskrevs av Douglass Fielding Hoese och Allen 2009. Glossogobius robertsi ingår i släktet Glossogobius och familjen smörbultsfiskar. Inga underarter finns listade i Catalogue of Life.